# Harm Weber
Harm Weber jun. (* 17. Mai 1928 in Warsingsfehn; † 22. Juli 2015 ebenda) war ein deutscher Politiker (SPD). Er war Mitglied des Landtages von Niedersachsen und Landrat im Landkreis Leer.

## Leben
Harm Weber war im Zweiten Weltkrieg als Luftwaffenhelfer in Wilhelmshaven eingesetzt. Er absolvierte nach seinem Abitur am Ubbo-Emmius-Gymnasium in Leer eine kaufmännische Ausbildung. Danach war er lange Jahre als Einzelhandelskaufmann tätig. In den Jahren 1962 bis 1976 war er Angestellter in verschiedenen Versicherungs- und Bankunternehmen. Außerdem war er zeitweise als ehrenamtlicher Verwaltungsrichter tätig. Er war verheiratet und hatte zwei Kinder, darunter den ehemaligen Landrat des Landkreises Aurich, Harm-Uwe Weber. Am 16. Mai 2008, einen Tag vor seinem 80. Geburtstag, wurde er mit einem Festakt im Rathaus zum Ehrenbürgermeister der Gemeinde Moormerland ernannt.

## Politische Karriere
Weber war seit dem Jahr 1948 Mitglied der SPD und seit 1956 Mitglied im Rat der Gemeinde Warsingsfehn. In den Jahren 1969 bis 1972 war er Bürgermeister der Gemeinde Warsingsfehn, ein Amt, das bereits sein Vater Harm Weber sen. innehatte. Nachdem Warsingsfehn im Jahr 1973 in der neu gegründeten Gemeinde Moormerland aufgegangen war, wurde er zunächst interimsmäßig deren Bürgermeister. Im selben Jahr wurde er zum Bürgermeister der Gemeinde Moormerland gewählt; dieses Amt übte er bis 1991 aus. In der achten und neunten Wahlperiode gehörte er von 1974 bis 1982 dem Niedersächsischen Landtag an. Danach war er von 1981 bis 1986 Landrat des Landkreises Leer.

## Schriften
- Fehntjer Erinnerungen, in: Ostfriesland. Zeitschrift für Kultur, Wirtschaft und Verkehr 2 (1952), S. 17.
- Warsingsfehn. Eine entwicklungsfähige Wohngemeinde zwischen Emden und Leer, 1970 (anonym).